# Adam Szłapka
Adam Szłapka (né le 6 décembre 1984 à Kościan) est un politologue et homme politique polonais. Il est le chef du parti politique .Moderne et, depuis le 13 décembre 2023, ministre des Affaires européennes dans le troisième gouvernement de Donald Tusk.

## Biographie

### Jeunesse et débuts en politique
Adam Szłapka est né le 6 décembre 1984 à Kościan, en Pologne. Il est diplômé en sciences politiques de l'Université Adam Mickiewicz à Poznań et a également complété des études de troisième cycle en politique étrangère à l'Institut polonais des affaires internationales.
De 2006 à 2010, il est conseiller municipal et vice-président du conseil municipal de Kościan. Il co-crée la Fondation Projekt: Polska où il occupe le poste de directeur. Il est responsable de l'organisation de projets tels que Razem 89 (Ensemble 89) visant à commémorer les élections parlementaires polonaises de 1989 ainsi que Pokolenie Solidarności (Génération Solidarité), une initiative visant à impliquer les jeunes dans le 30e anniversaire de la création de Solidarność.
Entre 2011 et 2015, il a travaillé comme expert à la Chancellerie du Président de la République de Pologne, Bronisław Komorowski.

### Carrière politique
En 2015, Adam Szłapka devient secrétaire général du parti .Moderne. La même année, il est élu député à la Sejm, la chambre basse du parlement polonais, pour la 8ème législature. Il est réélu lors des élections parlementaires suivantes, pour les 9ème et 10ème législatures.
En novembre 2019, il est élu président de son parti, succédant à Katarzyna Lubnauer.
Le 13 décembre 2023, Adam Szłapka est nommé ministre des Affaires européennes dans le gouvernement dirigé par Donald Tusk.